# Vilém Závalský
Vilém Závalský (1930–2001) byl český fotbalový útočník.

## Hráčská kariéra
V československé lize hrál za Baník Ostrava, vstřelil deset prvoligových branek.
Byl účastníkem prvního prvoligového duelu na ostravských Bazalech, který se konal v neděli 19. dubna 1959 a Baník v něm prohrál se Spartakem Ústí nad Labem 2:3.

### Prvoligová bilance
| Ročník          | Zápasy | Góly | Minuty | Klub          |
| --------------- | ------ | ---- | ------ | ------------- |
| I. liga 1955    | –      | 0    | –      | Baník Ostrava |
| I. liga 1956    | –      | 5    | –      | Baník Ostrava |
| I. liga 1957/58 | 25     | 3    | 2 250  | Baník Ostrava |
| I. liga 1958/59 | 19     | 2    | 1 516  | Baník Ostrava |
| I. liga 1959/60 | 4      | 0    | 299    | Baník Ostrava |
| I. liga 1960/61 | 1      | 0    | 16     | Baník Ostrava |
| CELKEM I. LIGA  | –      | 10   | –      |               |